# John Purdell
John Purdell (San Diego, 8 luglio 1959 – Québec City, 10 luglio 2003) è stato un produttore discografico e musicista statunitense.
È noto per le sue collaborazioni con celebri musicisti e gruppi rock come le produzioni per No More Tears (1991) di Ozzy Osbourne e Awake (1994) dei Dream Theater.

## Biografia
Purdell è nato a San Diego e cresciuto a Los Angeles. Suo padre John Purdell (sr.) (britannico) e sua madre Arrie Purdell (statunitense) erano entrambi membri dell'Esercito della Salvezza. Purdell si diplomò alla Verdugo Hills High School di Tujunga, in California, nel 1977.
Oltre ad essere il produttore di una serie di acclamati album di artisti come Ozzy Osbourne, Abandon Shame, Poison, L.A. Guns, Dream Theater, Kix, Alice Cooper, Cinderella, Tangier, Heart, Ted Nugent e Demolition Pit, è stato in tournée come tastierista e cantante per artisti come Rick Springfield, Quiet Riot, the Lou Gramm Band, Cinderella e Foreigner. Purdell, che divideva il suo tempo tra lo studio e la strada al momento della sua morte, ha prodotto l'album più venduto di Ozzy Osbourne No More Tears (1991), in cui John ha co-scritto la canzone del titolo, e ha anche contribuito a tre canzoni sull'album di Osbourne Ozzmosis (1995).
Nel 1997, Purdell ha fondato la società di produzione Three Wishes Inc con il dirigente televisivo Bill Flowers e la superstar coreana Honey. I tre hanno lavorato e prodotto alcune delle migliori band rock. Purdell e Flowers hanno anche formato l'etichetta discografica indipendente Jackal Records a Los Angeles insieme al famoso dirigente della Capitol Records Frenchy Gautier, che era responsabile di artisti come David Bowie e Jimmy McKeever, un ingegnere del mastering al Bernie Grundman Mastering Studio di Hollywood. McKeever ha masterizzato per Michael Jackson. La prima uscita per l'etichetta Jackal è stata Hindsight di John Purdell. La prima canzone pubblicata sull'album di Purdell è stata Better Way to Die, che è arrivata in cima alle classifiche contemporanee per adulti.

## Discografia
- 1998 - Hindsight